# 산리쿠 해역 지진

일본 해구 해역의 지진 구분도.

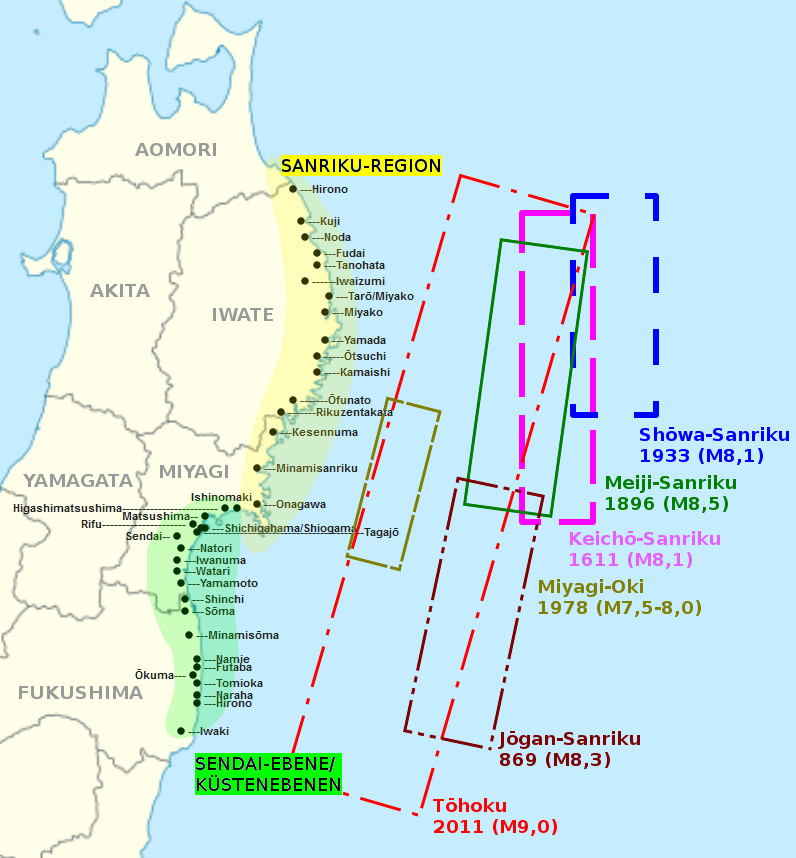
역사상 일본 해구 지역에 있었던 지진의 추정 진원역 비교.

산리쿠 해역 지진(일본어: 三陸沖地震, さんりくおきじしん)은 일본 도호쿠 지방 태평양 연안 지역인 산리쿠 해역을 진원으로 일어나는 지진을 의미한다. 산리쿠 해역 지진이라 하면 보통 도호쿠 지방 태평양 연안(산리쿠 연안) 해역에 있는 일본 해구의 해구형지진 중에서도 특히 먼바다에 일어나는 지진을 말한다.
산리쿠 해역 지진의 진원지는 해구 축선 지역으로 추측된다. 진원에서 사람이 사는 육지까지의 거리는 평균 수십km로 거리가 멀기 때문에 실제 느껴지는 지진의 진도와 지진 해일의 높이는 차이가 크다. 지진의 진도가 작아도 지진 해일의 크기가 큰 해일지진이 일어날 수도 있다. 산리쿠 해역 지진의 대표적인 해일지진으로 1896년 일어난 메이지 산리쿠 해역 지진(규모 M8.2-8.5)는 현대 일본 기상청 진도 계급 기준으로 최대진도 4였으나 최대 38.2m에 달하는 지진 해일이 몰러와 2만명 넘게 사망하였다.
2011년 3월 11일엔 산리쿠 해역을 진원으로, 이와테현 해역부터 이바라키현 해역에 걸친 광범위한 고유진원역에 대규모 연동형지진인 도호쿠 지방 태평양 해역 지진(동일본대지진)이 일어났다. 동일본대지진으로 홋카이도에서 간토 지방에 걸친 일본 동부 지역이 지진 해일의 피해를 입었다. 동일본대지진 이후 산리쿠 해역에 대규모 여진이 계속 일어나면서 "산리쿠 해역에서 보소 연안에 걸친 지역의 지진 평가"가 크게 바뀌어 도호쿠 지방 태평양 해역 지역에서 거대한 지진 해일을 가져올 것으로 추정되는 지진은 평균 600년 간격으로 추정하고 있다.

## 명칭
일본 지진정보에 사용되는 "산리쿠 해역"(三陸沖)은 일본 기상청이 정하는 진원지 지명 중 하나이며, 산리쿠 연안에서 일본 해구 사이 지역 중 일본 열도에 가까운 지역(아오모리현 동부 해역, 이와테현 해역, 미야기현 해역)을 제외한 동경 143도 동쪽 지역이다.
일본 지진조사연구추진본부 지진위원회에서는 산리쿠 연안에서 일본 해구 사이 지역을 산리쿠 해역 북부, 산리쿠 해역 중부, 미야기현 해역, 산리쿠 해역 남부 해구 축선 부근, 산리쿠 해역 북부에서 보소 연안 해구 지역" 등으로 구분하고 있다.
일본 기상청이나 지진위원회 등 기관마다 "산리쿠 해역"의 범위가 다르지만 재난 보도에선 편의상 산리쿠 해역 인근에 일어난 지진을 묶어서 전부 "산리쿠 해역 지진"이라 말한다. 산리쿠라는 말이 없었던 역사시대의 지진에선 '소조'(溯上)라 표현하기도 한다.
큰 피해를 준 지진에선 메이지 산리쿠 해역 지진(1896년)이나 쇼와 산리쿠 해역 지진(1933년)과 같이 일본 연호를 따 붙이기도 한다. 리아스식 해안인 산리쿠 연안 특성상 거대한 지진 해일로 큰 피해를 입기 쉽기 때문에 산리쿠 연안 지역의 쓰나미를 강조할 땐 산리쿠 지진해일(三陸津波)이라 부르기도 한다.

## 발생 확률
| 일본 해구의 해구형 지진 발생 평가 (2011년 1월 1일 지진조사위원회 기준) | 일본 해구의 해구형 지진 발생 평가 (2011년 1월 1일 지진조사위원회 기준) | 일본 해구의 해구형 지진 발생 평가 (2011년 1월 1일 지진조사위원회 기준) | 일본 해구의 해구형 지진 발생 평가 (2011년 1월 1일 지진조사위원회 기준) | 도호쿠 지방 태평양 해역 지진으로 일어난 단층파괴 정도 (4월 11일 발표) | 발생 평가 (2018년 1월 1일 기준) | 발생 평가 (2018년 1월 1일 기준) |
| 진원역 (왼쪽의 지도에 그린 지역 구분도 참조)                           | 진원역 (왼쪽의 지도에 그린 지역 구분도 참조)                           | 규모                                                                   | 30년 내 발생 확률                                                      | 도호쿠 지방 태평양 해역 지진으로 일어난 단층파괴 정도 (4월 11일 발표) | 규모                            | 30년 내 발생 확률               |
| ---------------------------------------------------------------------- | ---------------------------------------------------------------------- | ---------------------------------------------------------------------- | ---------------------------------------------------------------------- | --------------------------------------------------------------------- | ------------------------------- | ------------------------------- |
| 산리쿠 북부                                                            | 고유지진                                                               | 약 M8.0                                                                | 0.5 - 10%                                                              | -                                                                     | 약 M8.0 약 Mt8.2                | 4 - 20%                         |
| 산리쿠 북부                                                            | 고유지진 이외                                                          | M7.1 - 7.6                                                             | 90% 정도                                                               | -                                                                     | M7.1 - 7.6                      | 90% 정도                        |
| 산리쿠 중부                                                            | 산리쿠 중부                                                            | -                                                                      | -                                                                      | 진원역 내 영역                                                        | -                               | -                               |
| 미야기현 해역                                                          | 고유지진                                                               | 약 M7.4                                                                | 99%                                                                    | 진원역 내 영역                                                        | 약 M7.4                         | 불명확                          |
| 미야기현 해역                                                          | 고유지진 이외                                                          | 약 M7.4                                                                | 99%                                                                    | 진원역 내 영역                                                        | M7.0 - 7.3                      | 60% 정도                        |
|                                                                        | (미야기현 해역 및 산리쿠 남부 해구면과의 연동지진)                     | 약 M8.0                                                                | -                                                                      | 진원역 내 영역                                                        | -                               | -                               |
|                                                                        | (미야기현 해역 및 산리쿠 남부 해구면과의 연동지진)                     | 약 M8.0                                                                | -                                                                      | 단층 파괴도가 큰 곳 (본진 진원역)                                     | -                               | -                               |
| 산리쿠 남부 해구 지역                                                  | 고유지진                                                               | 약 M7.7                                                                | 80 - 90%                                                               | M7.9 정도                                                             | 거의 0%                         |                                 |
| 산리쿠 남부 해구 지역                                                  | 고유지진 이외                                                          | 약 M7.7                                                                | 80 - 90%                                                               | M7.2 - 7.6                                                            | 50% 정도                        |                                 |
| 후쿠시마현 해역                                                        | 후쿠시마현 해역                                                        | 약 M7.4 수 차례 발생                                                   | 7% 이하                                                                | 진원역 내 영역                                                        | 약 M7.4 수 차례 발생            | 10% 정도                        |
| 이바라키현 해역                                                        | 고유지진                                                               | M6.7 - 7.2                                                             | 90% 이상                                                               | 진원역 내 영역 (M7.6의 최대여진 진원역)                               | M6.9 - 7.6                      | 70% 정도                        |
| 이바라키현 해역                                                        | 고유지진 이외                                                          | M6.7 - 7.2                                                             | 90% 이상                                                               | 진원역 내 영역 (M7.6의 최대여진 진원역)                               | M6.7 - 7.2                      | 90% 이상                        |
| 보소 반도 해역                                                         | 보소 반도 해역                                                         | -                                                                      | -                                                                      | -                                                                     | -                               | -                               |
| 산리쿠 북부에서 보소 연안까지 해구 쪽 지역                             | 쓰나미 지진                                                            | 약 M8.2                                                                | 20% 정도                                                               | 일부 단층 파괴도가 큰 곳                                              | Mt8.6 - 9.0                     | 30% 정도                        |
| 산리쿠 북부에서 보소 연안까지 해구 쪽 지역                             | 양단층형 지진                                                          | 약 M8.2                                                                | 4 - 7%                                                                 | 일부 단층 파괴도가 큰 곳                                              | 약 M8.2 Mt 약 8.3               | 4 - 7%                          |
| 도호쿠 지방 태평양 해역형 지진                                         | 도호쿠 지방 태평양 해역형 지진                                         | -                                                                      | -                                                                      | -                                                                     | Mw8.4 - 9.0                     | 거의 0%                         |

2019년부터는 산리쿠 해역-일본 해구 축선 지역을 다르게 구별하여 두기 시작했다. 아래는 변화 이후 산리쿠 해역 지진의 지진발생확률이다.
| 일본 해구의 해구형 지진 발생 평가 (2022년 1월 1일 기준)          | 일본 해구의 해구형 지진 발생 평가 (2022년 1월 1일 기준) | 일본 해구의 해구형 지진 발생 평가 (2022년 1월 1일 기준) | 일본 해구의 해구형 지진 발생 평가 (2022년 1월 1일 기준) |
| 진원역 (왼쪽의 지도에 그린 지역 구분도 참조)                     | 진원역 (왼쪽의 지도에 그린 지역 구분도 참조)            | 규모                                                    | 30년 내 발생 확률                                       |
| ---------------------------------------------------------------- | ------------------------------------------------------- | ------------------------------------------------------- | ------------------------------------------------------- |
| 아오모리현 동쪽 해역 및 이와테현 해역 북부 (구 산리쿠 해역 북부) | 고유지진                                                | 약 M7.9                                                 | 10 - 30%                                                |
| 아오모리현 동쪽 해역 및 이와테현 해역 북부 (구 산리쿠 해역 북부) | 고유지진 이외                                           | M7.0 - 7.5                                              | 90% 이상                                                |
| 이와테현 해역 남부 (구 산리쿠 해역 중부)                         | 고유지진 이외                                           | M7.0 - 7.5                                              | 약 30%                                                  |
| 미야기현 해역                                                    | 고유지진                                                | 약 M7.9                                                 | 약 20%                                                  |
| 미야기현 해역                                                    | 고유지진 이외                                           | M7.0 - 7.5                                              | 약 90%                                                  |
| 미야기현 해역                                                    | 미야기현 해역 육지 인근                                 | M7.4 전후                                               | 70 - 80%                                                |
| 후쿠시마현 해역                                                  | 고유지진 이외                                           | 약 M7.0 - 7.5                                           | 약 60%                                                  |
| 이바라키현 해역                                                  | 고유지진 이외                                           | 약 M7.0 - 7.5                                           | 약 80%                                                  |
| 해구 판 사이 지진 (쓰나미 지진 등)                               | 해구 판 사이 지진 (쓰나미 지진 등)                      | 약 Mt8.6 - 9.0                                          | 약 30%                                                  |
| 침강한 판의 지진                                                 | 침강한 판의 지진                                        | 약 M7.0 - 7.5                                           | 60-70%                                                  |
| 해구 축 이외의 지진                                              | 해구 축 이외의 지진                                     | 약 M8.2                                                 | 7%                                                      |
| 도호쿠 지방 태평양 해역형 지진                                   | 도호쿠 지방 태평양 해역형 지진                          | Mw9.0                                                   | 거의 0%                                                 |

## 발생 원인
도호쿠 지방 산리쿠 해역 위엔 일본 해구에서 동일본이 있는 북아메리카판(대륙판) 밑으로 서쪽으로 이동하는 태평양판이 섭입하고 있다. 산리쿠 해역 지진은 판이 침강하면서 생기는 변형이 해소되면서 생기는 해구형지진이다.
하지만 쇼와 산리쿠 해역 지진 같은 경우에는 침강 영역 밖에 있는 태평양판의 아웃터라이즈 지진(해양판 내 지진)으로 추정된다. 아웃터라이즈 지진은 해구형지진과 비슷한 크기의 지진 해일을 만들어낼 수 있으면서도 진원이 매우 먼바다라 지진의 흔들림이 작아 해일지진처럼 대피하기도 어렵다.

## 주요 지진
아래 목록은 산리쿠 해역이 진원이면서 규모 M7.4 이상, 사망자 1명 이상, 지진 해일 높이가 2m 이상 셋 중 하나 이상을 만족하는 지진이다. 여기에 산리쿠 해역 북부에서 일어난 '도카치 해역 지진'이나 고유지진이 아닌 지진도 포함된다. 또한 전진이나 여진같이 본진과 연관된 지진은 제외한다.
아래 지진 중 거대한 지진해일이 일어난 것으로 추정되는 지진은 조간지진, 게이초 산리쿠 지진, 메이지 산리쿠 지진이며 여기에 도호쿠 지방 태평양 해역 지진도 포함된다. 아래 목록의 지진 외에도, 조간지진과 게이초 산리쿠 지진 사이 742년간 지진이 있었다는 문헌 기록이 확실하진 않으나 '오남견문록'(奥南見聞録)에선 1088년 6월 4일(율리우스력)에 미야코 지역에서 지진해일이 있었다는 기록이 있으며, '이와테현 연안 대해소취조소'(岩手県沿岸大海嘯取調所)에선 1257년 10월 2일(율리우스력)에 가마쿠라 지진과 같은 날에 산리쿠 해역에 지진이 있었다는 기록이 있다. '왕대기'(王代記)에선 1454년 2월 12일(율리우스력)에 무쓰국에서 우토쿠 지진이 있었다는 기록이 있다. 하지만 이 지진들은 문헌상으로 정확히 추정하는 것이 어렵다. 센다이평야가 수 차례 지진해일의 피해를 입으면서 그때마다 역사적 기록이 손실되거나 끊어졌다는 이론이 있다.
| 발생 일자        | 명칭                             | 릭터 규모            | 최대 진도 | 최대 해일 높이 (해일 규모) | 사망/실종자수                 | 비고 |
| ---------------- | -------------------------------- | -------------------- | --------- | -------------------------- | ----------------------------- | --- |
| 869년 7월 9일    | 조간지진                         | M8.3 - 8.6           |           | 10m 이상 30m? (4)          | 사망자 1,000명 이상           | 진원이 산리쿠 해역이 아닌 현재의 미야기현 앞바다에서 후쿠시마현 앞바다라는 설, 산리쿠 해역의 연동형지진이라는 설 등이 있다.                             |
| 1611년 12월 2일  | 게이초 산리쿠 해역 지진          | M8.1 - Mw8.5, Mw≥8.9 | 진도 4-5  | 20m? 약 25m (4)            | 사망자 2,000-5,000명          | 해일지진이라는 설, 쿠릴-캄차카 해구와 연동된 초거대지진이라는 설 등이 있다.                                                                             |
| 1677년 4월 13일  | 엔포 하치노헤 해역 지진          | M7.4 - 7.9           | 진도 5    | 6.0m (2)                   |                               | 산리쿠 해역 북부 고유지진이며 엔포 내륙지진과 연동되었다. 5개월 후 이와키-보소 해역을 진원으로 한 지진이 일어났다.                                      |
| 1763년 1월 29일  | 타카라레키 하치노헤 해역 지진    | M7.4 - 7.9           | 진도 5    | 4.0 - 5.0m (2)             |                               | 산리쿠 해역 북부의 고유지진이다. |
| 1793년 2월 17일  | 간세이 지진 (미야기현 해역 지진) | M8.0 - 8.4           | 진도 6    | 5 - 7m (2)                 | 사망자 약 100명               | 산리쿠 해역 남부 해구 가까이에서 일어난 지진이 미야기현 해역 지진과 연동되어 일어났다.                                                                  |
| 1856년 8월 23일  | 안세이 하치노헤 해역 지진        | M7.5 - 7.7           | 진도 5    | 5 - 7m ( 2 )               | 사망자 38명                   | 산리쿠 해역 북부의 고유지진이다. |
| 1896년 6월 15일  | 메이지 산리쿠 해역 지진          | Ms 7.2 Mw 8.5 Mt 8.6 | 진도4     | 38.2m ( 4 )                | 사망자 및 실종자 21,959명     | 해일지진이다. |
| 1897년 8월 5일   | 1897년 산리쿠 해역 지진          | M7.7                 | 진도 4    | 3.0m ( 1 - 2 )             |                               | 산리쿠 해역 남부 해구 지역 지진이다. |
| 1933년 3월 3일   | 쇼와 산리쿠 해역 지진            | Mjma 8.1-Mw 8.4      | 진도 5    | 28.7m ( 3 )                | 사망자 1,522명 실종자 1,542명 | 정단층형 지진이자 아웃터라이즈 지진이다. |
| 1968년 5월 16일  | 도카치 해역 지진                 | Mjma 7.9 Mw 8.2      | 진도 5    | 6m ( 2 )                   | 사망자 52명                   | 도카치 해역 지진이나 진원지가 산리쿠 해역 북부 고유지진이다.                                                                                            |
| 1994년 12월 28일 | 1994년 산리쿠 먼바다 지진        | Mjma 7.6 Mw 7.8      | 진도 6    | 0.6m ( -1 )                | 사망자 3명                    | 산리쿠 해역 북부지진이나 고유지진은 아니다. |
| 2011년 3월 11일  | 도호쿠 지방 태평양 해역 지진     | Mjma 8.4 Mw 9.0      | 진도 7    | 40.1m ( 4 )                | 사망자, 실종자 15,000명 이상  | 산리쿠 해역 남부 해구 근처에서 일어난 지진이다. 3월 9일 규모 M7.3의 전진이 있었으며, 3월 11일엔 규모 M7.5의 여진, 7월 10일엔 규모 M7.3의 여진이 있었다. |

### 기타 지진
- 2011년 산리쿠 해역 지진 목록
  - 2011년 3월 9일 산리쿠 해역 지진 - 2011년 3월 9일, 규모 M7.3의 지진.
  - 도호쿠 지방 태평양 해역 지진 - 2011년 3월 11일, 규모 M9.1의 지진.
  - 2011년 3월 11일 산리쿠 해역 지진 - 2011년 3월 11일, 규모 M7.5의 지진.
  - 2011년 7월 산리쿠 해역 지진 - 2011년 7월 10일, 규모 M7.3의 지진.
- 2012년 산리쿠 해역 지진 목록
  - 2012년 3월 산리쿠 해역 지진 - 2012년 3월 14일, M6.9
  - 2012년 12월 산리쿠 해역 지진 - 2012년 12월 7일, M7.3

## 같이 보기
- 1585년 알류샨 열도 지진

### 내용주
1. ↑  여기서 '보소 해역(보소 반도 해역)'(房総沖)의 지진은
  - 사가미 주상해분 전체가 진원역인 북아메리카 판-필리핀 판이 경계인 겐로쿠형 관동 지진을 따로 평가했다.
  - 미나미칸토 육지가 진원역인 북아메리카 판-필리핀 판, 필리핀 판-태평양 판이 경계인 미나미칸토 직하지진을 따로 평가했다.
  - 보소 반도 남동쪽이 진원역인 필리핀 판-태평양 판이 경계인 지진은 기록이 부족하여 추정이 어렵기 때문에 평가에서 제외했다.
2. ↑  조간지진은 율리우스력 날짜이다.(그레고리력으로 7월 13일)
3. ↑  2011년 9월 6일 기준이다.